# Kata Szidónia Petrőczy
Kata Szidónia Petrőczy, född 1659, död 1708, var en ungersk författare och poet. Hon betraktas som Ungerns första författare och främsta representant för barockprosa. 
Hon var dotter till baron Stephen Petrőczy och Elisabeth Thököly och kusin till furst Imre Thököly av Transsylvanien. Familjen var protestantisk. Fadern deltog 1670 i ett uppror mot Habsburg och familjen levde en tid i exil i Polen. Hon gifte sig 1681 med Petrovinai Pekry Lőrinc. Paret var djupt inblandade i samtidens politiska liv i Ungern och Transsylvanien.  
Hennes dikter blev funna i hennes dödsbo och publicerades år 1874. Även hennes barnbarn, Polixénia Daniel (1720-1776), blev författare.